# Aeroarctic
Die Aeroarctic, die „Internationale Studiengesellschaft zur Erforschung der Arktis mit dem Luftschiff“, ab 1928 „Internationale Studiengesellschaft zur Erforschung der Arktis mit Luftfahrzeugen“, war eine nichtstaatliche wissenschaftliche Vereinigung, die es sich zum Ziel gesetzt hatte, Luftschiffe in der Polarforschung einzusetzen. Ihre Gründung ging hauptsächlich auf Initiativen des Luftschiffers und späteren Generalsekretärs der Gesellschaft, Walther Bruns, zurück. Gründungspräsident war 1924 Fridtjof Nansen. Nach mehrjähriger Vorbereitungsarbeit gelang es der Gesellschaft 1931, ein Luftschiff erstmals für eine rein wissenschaftliche Polarexpedition zu nutzen. Durch die Arktisfahrt von LZ 127 „Graf Zeppelin“ wurde die Kenntnis über die Geographie der überflogenen Polargebiete wesentlich erweitert. 1937 löste sich die Aeroarctic auf.

## Geschichte

### Gründung

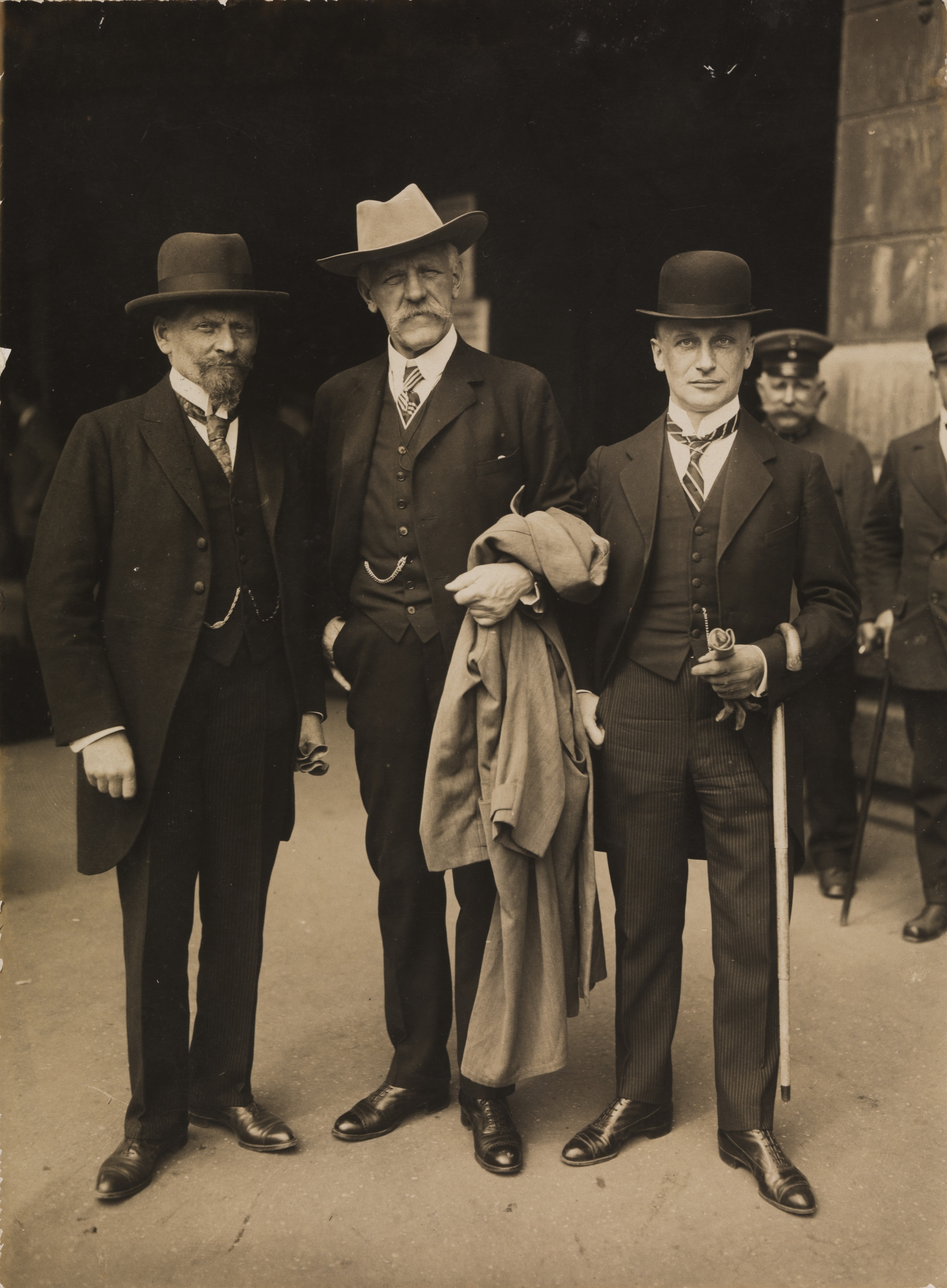
Ernst Kohlschütter, Fridtjof Nansen und Walther Bruns (von links nach rechts), etwa 1925.

1919 hielt Hauptmann a. D. Walther Bruns, der im Ersten Weltkrieg als Luftschiffkommandant gedient hatte, vor der Naturforschenden Gesellschaft zu Görlitz öffentliche Vorträge über „Die Entwicklung der Lenkluftschiffahrt“, in der er erste Ideen zur Nutzung von Luftschiffen für den transpolaren Verkehr entwickelte. Er knüpfte damit an Ideen des Meteorologen Hugo Hergesell an, der schon 1907 auf das Potential des Luftschiffs für die geografische Erforschung der Polargebiete hingewiesen hatte und darin vom norwegischen Polarforscher Fridtjof Nansen unterstützt worden war. 1910 hatte Hergesell mit Ferdinand von Zeppelin eine Studienreise nach Spitzbergen unternommen, um die meteorologischen und geografischen Voraussetzungen für Zeppelinfahrten in der Arktis zu untersuchen. An der Reise mit dem Dampfer Mainz hatten auch der Geograph Erich von Drygalski und der Fototechniker Adolf Miethe teilgenommen. Die Resultate waren durchaus ermutigend. Die sommerliche Arktis schien für derartige Fahrten gut geeignet zu sein, da während des Polartages nur geringe Temperaturschwankungen beobachtet wurden.
Es gelang Bruns, bedeutende deutsche Wissenschaftler für seine Pläne zu gewinnen. Unter dem Vorsitz des Aerologen Arthur Berson entstand ein „Ausschuß zur Erforschung der Arktis mit dem Luftschiff“, zu dessen ersten Mitgliedern der Vorsteher des Meteorologisch-Magnetischen Observatoriums Potsdam, Adolf Schmidt, der Vorsteher der meteorologischen Abteilung dieses Instituts, Reinhard Süring, der Polarforscher Leonid Breitfuß und der Meteorologe Kurt Wegener gehörten. Berson und Bruns verfassten eine 1924 veröffentlichte Denkschrift, in der die Möglichkeiten der arktischen Luftfahrt und die der Arktisforschung mit dem Luftschiff diskutiert wurden. Der Ausführung der Pläne standen zu diesem Zeitpunkt zwei gewichtige Probleme entgegen: Erstens kam von der Zeppelinwerft keinerlei Unterstützung, und zweitens war Deutschland politisch so isoliert, dass nur eine Internationalisierung dem Projekt zum Erfolg verhelfen konnte. Letzteres war eine schwierige Aufgabe, die nur dank persönlicher weltweiter Kontakte Bersons und Bruns’ direktem Zugehen auf Fridtjof Nansen, den hochgeachteten Polarforscher und Hochkommissar für Flüchtlingsfragen im Völkerbund, erfolgreich war. Am 7. Oktober 1924 wurde in Berlin die Aeroarctic, die „Internationale Studiengesellschaft zur Erforschung der Arktis mit dem Luftschiff“, gegründet. Nansen wurde zum Präsidenten, Bruns zum Generalsekretär gewählt. Den Vorsitz der deutschen Landesgruppe übernahm Ernst Kohlschütter, der Vorsitzende der Gesellschaft für Erdkunde zu Berlin.

### Weitere Entwicklung bis 1930

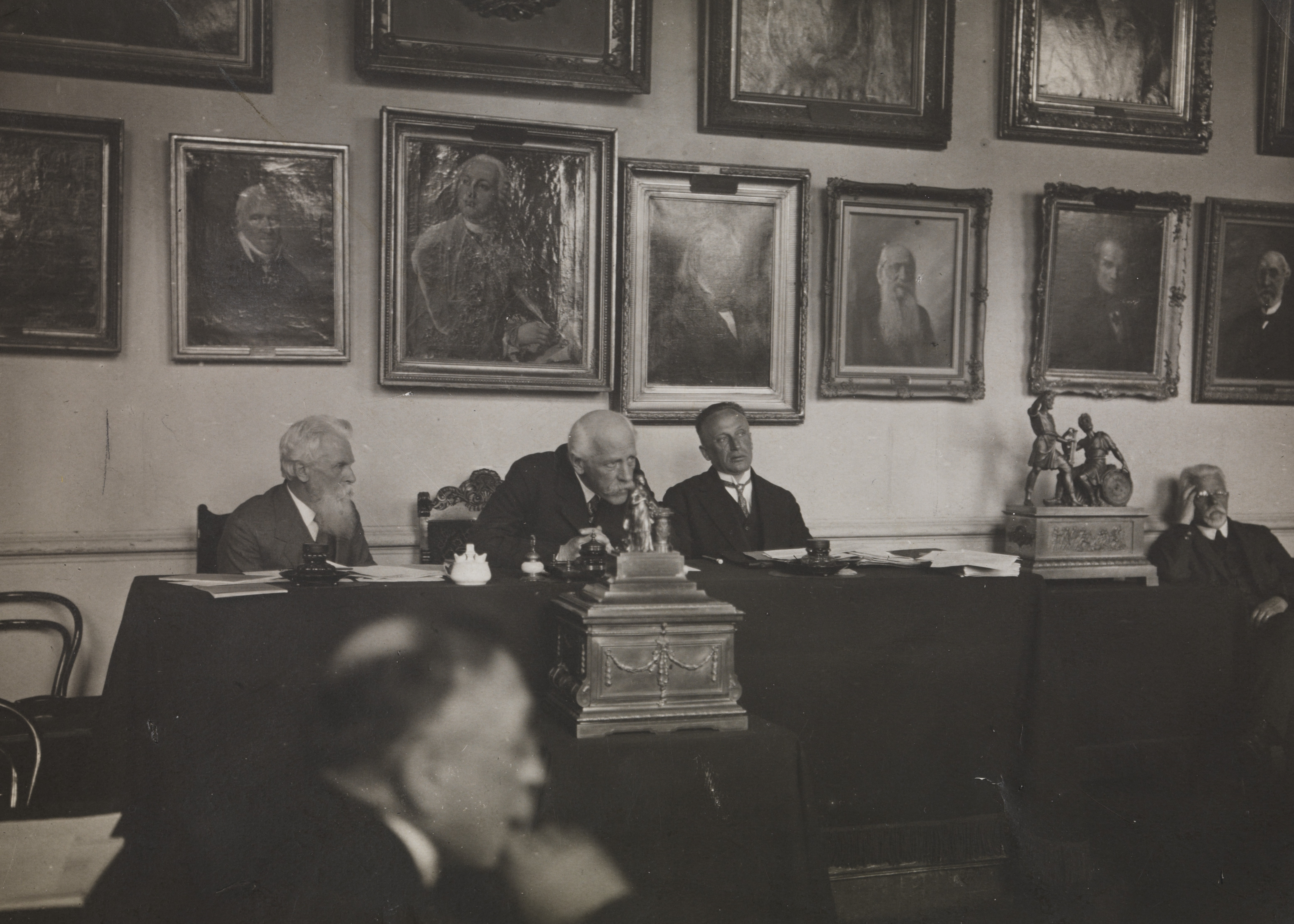
Nikolai Knipowitsch, Fridtjof Nansen und Walther Bruns auf der Jahresversammlung der Aeroarctic 1928 in Leningrad

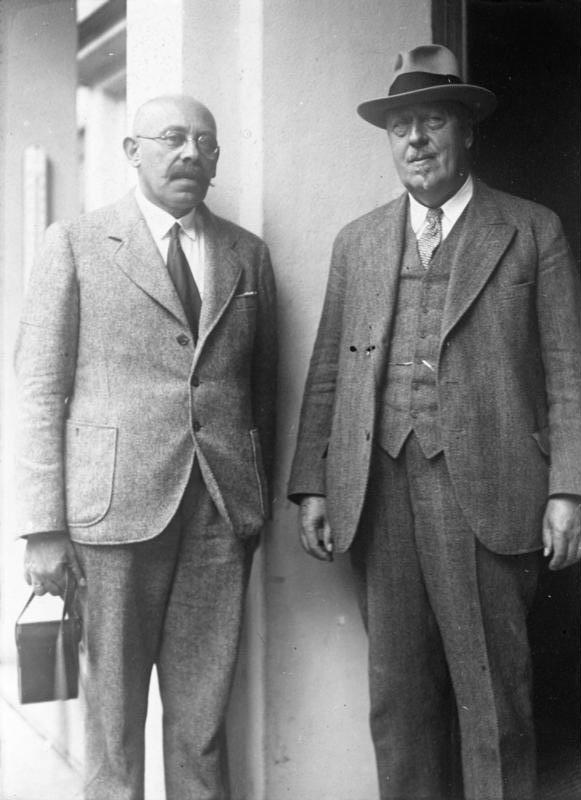
Rudolf Samoilowitsch und Hugo Eckener 1931

1925 unternahm Bruns eine Vortragsreise in die Sowjetunion. Er sprach vor der Sowjetischen Geographischen Gesellschaft und unterbreitete dem Rat der Volkskommissare den Vorschlag, eine reguläre Luftschiffroute nach Ostasien einzurichten. Die Beteiligung der Sowjetunion war für das Projekt zwingend notwendig, da für die arktische Route in den pazifischen Raum ein Stützpunkt auf dem Festland benötigt wurde. Die sowjetische Landesgruppe innerhalb der Aeroarctic hatte nach der deutschen bald die zweitmeisten Mitglieder.
| Datum      | BG | DK | DE  | EE | FI | FR | GB | IT | JP | LV | NL | NO | AT | PL | SE | CH | ES | CS | SU | US | Summe |
| ---------- | -- | -- | --- | -- | -- | -- | -- | -- | -- | -- | -- | -- | -- | -- | -- | -- | -- | -- | -- | -- | ----- |
| 1925       | 1  | 5  | 67  |    | 6  |    |    | 6  | 4  |    | 1  | 5  | 4  |    | 3  | 2  | 1  |    | 7  | 1  | 113   |
| 01.01.1927 | 1  | 5  | 86  | 5  | 6  | 6  | 3  | 8  | 5  | 1  | 1  | 7  | 4  |    | 4  | 4  | 4  | 1  | 40 | 2  | 193   |
| 01.10.1927 | 1  | 5  | 94  | 9  | 6  | 9  | 4  | 8  | 7  | 3  | 2  | 6  | 6  | 8  | 7  | 5  | 7  | 1  | 40 | 3  | 231   |
| 01.04.1928 | 1  | 5  | 97  | 9  | 6  | 8  | 4  | 9  | 7  | 2  | 2  | 8  | 10 | 6  | 6  | 5  | 7  | 10 | 45 | 9  | 256   |
| 01.10.1928 | 1  | 7  | 108 | 9  | 6  | 8  | 7  | 9  | 7  | 2  | 3  | 10 | 11 | 8  | 5  | 7  | 9  | 19 | 63 | 34 | 333   |
| 01.01.1929 | 1  | 7  | 123 | 9  | 6  | 8  | 6  | 10 | 7  | 3  | 3  | 11 | 11 | 8  | 5  | 8  | 9  | 21 | 80 | 35 | 371   |
| 01.07.1929 | 1  | 6  | 132 | 9  | 6  | 8  | 11 | 13 | 7  | 3  | 3  | 12 | 11 | 8  | 5  | 10 | 10 | 22 | 82 | 51 | 410   |

Die 1. Generalversammlung der Aeroarctic fand vom 9. bis 13. November 1926 in Berlin statt. Zur Eröffnungssitzung im Preußischen Landtag kamen 300 Mitglieder und Gäste, darunter Wilhelm Külz, der Reichsminister des Inneren. Der Gesellschaft gehörten jetzt 19 Landesgruppen mit 193 Mitgliedern an. Nansen und Bruns wurden in ihren Ämtern bestätigt.
1928 sagte die deutsche Regierung zu, das im Bau befindliche Luftschiff LZ 127 für zwei Forschungsfahrten zur Verfügung zu stellen. Auf der 2. Generalversammlung der Aeroarctic in Leningrad wurde ein 52-köpfiger Forschungsrat eingesetzt, der die vorgesehene Luftfahrt wissenschaftlich und technisch vorbereitete. Im November 1928 bestätigte auch Hugo Eckener als Direktor der Zeppelinwerke die Bereitstellung von LZ 127 für zwei Fahrten im Jahr 1930. Die erste Fahrt sollte von Leningrad nach Nome in Alaska und wieder zurück führen. Bruns und Nansen reisten 1929 nach Amerika, um Vorträge zu halten und die Zusage für den Bau eines Ankermastes in Nome zu erhalten. Außerdem verhandelten sie mit dem Hearst-Konzern, dem die Exklusivrechte für die Berichterstattung angeboten wurden.
1928 wurden Hubert Wilkins und Carl Ben Eielson nach ihrem Transarktisflug von Alaska nach Spitzbergen die ersten Ehrenmitglieder der Aeroarctic.
Durch Nansens unerwarteten Tod im Mai 1930 war die Durchführung der Expedition bedroht, da es zunächst schwierig war, einen geeigneten Nachfolger zu finden. Auch Probleme beim Abschluss einer Versicherung für das Luftschiff führten dazu, dass die Arktisfahrt immer wieder verschoben werden musste. Erst nachdem Eckener durch Fahrten nach Spitzbergen und Island die Eignung des Luftschiffs für den Einsatz in höheren Breiten nachgewiesen hatte, konnte ein Vertrag abgeschlossen werden, der Fahrten bis zum 82. Breitengrad erlaubte. Eine weitere Probefahrt führte den Zeppelin am 10. und 11. September 1930 nach Moskau. Vom 5. bis 8. November tagten der Forschungsrat und der Vorstand der Aeroarctic. Als Nachfolger von Nansen wurde Eckener zum Präsidenten der Gesellschaft gewählt und Rudolf Samoilowitsch zum Vorsitzenden des Forschungsrates.

### Die Arktisfahrt von LZ 127 „Graf Zeppelin“ im Jahr 1931

Treffen des Zeppelins LZ 127 mit dem sowjetischen Eisbrecher Malygin, Gemälde von Alexander Kircher, 1931

Die Finanzierung der Arktisfahrt war auch im Frühjahr 1931 noch nicht gesichert. Es wurde deshalb ein pressewirksames Zusammentreffen des Zeppelins mit Wilkins’ Unterseeboot Nautilus  am geographischen Nordpol erwogen. Als Wilkins mit seiner Nordpolfahrt scheiterte, zog sich Hearst vom Vertrag zurück. Eckener vergab die weltweiten Bild- und Presserechte daraufhin an den Ullstein Verlag. Die Pläne für einen Transarktisflug wurden aus Kosten- und versicherungstechnischen Gründen aufgegeben. Es wurde eine Routenvariante in die sowjetische Arktis, nach Franz-Joseph-Land und Sewernaja Semlja gewählt.
Die lange geplante Fahrt fand schließlich vom 24. bis 31. Juli 1931 statt. Neben der Besatzung waren 15 Expeditionsteilnehmer an Bord, darunter Rudolf Samoilowitsch als Leiter, der Geophysiker Ludwig Weickmann, der Meteorologe Pawel Moltschanow und der Polarforscher Lincoln Ellsworth. Der Zeppelin flog zunächst von Friedrichshafen über Berlin und Leningrad nach Franz-Josef-Land. In der Buchta Tichaja der Hooker-Insel gab es ein Treffen mit dem sowjetischen Eisbrecher Malygin, bei dem zur Finanzierung der Unternehmung Post ausgetauscht wurde. Nach kurzem Kreisen über Franz-Josef-Land lenkte Eckener das Luftschiff nach Osten zur noch nicht vollständig kartierten Komsomolez-Insel und folgte der Westküste Sewernaja Semljas zum Kap Tscheljuskin. Über das Byrrangagebirge der Taimyrhalbinsel ging es bei Dikson wieder an die Karasee und an die Nordspitze Nowaja Semljas. Der Südostküste der Doppelinsel folgend kehrte der Zeppelin nach Friedrichshafen zurück, nachdem er Archangelsk und Leningrad überflogen und in Berlin noch einmal haltgemacht hatte. LZ 127 hatte insgesamt etwa 10.600 Kilometer zurückgelegt.
Die Fahrt demonstrierte die hervorragende Eignung von Luftschiffen als Transportmittel und Forschungsplattform in der Arktis. Sie erbrachte sie eine Fülle wissenschaftlicher Ergebnisse. Auf geographischem Gebiet konnte zum Beispiel gezeigt werden, dass es die Albert-Eduard-Insel ebenso wie die Harmsworth-Insel im Nordwesten Franz-Josef-Lands gar nicht gibt. Teile Severnaja Semljas, dessen Küsten nur grob bekannt waren, konnten photogrammetrisch vermessen werden. Auch die erdmagnetischen Messungen aus der Luft sowie der Einsatz von Radiosonden waren zukunftsweisend.

### Letzte Jahre
Die 3. Generalversammlung der Aeroarctic fand vom 7. bis 9. November 1931 in Berlin statt. Trotz der Weltwirtschaftskrise ging man von einer weiteren Fahrt des LZ 127 im Rahmen des 2. Internationalen Polarjahrs 1932/33 aus. Diese kam aber aufgrund fehlender finanzieller Mittel nicht zustande. Auch für die Publikation der umfangreichen Ergebnisse der Arktisfahrt fehlte das Geld. Die Zeitschrift Arktis wurde eingestellt. 1933 erschien aber ein 113 Seiten umfassender Sammelband mit wissenschaftlichen Ergebnissen als Ergänzungsheft zu Petermanns Mitteilungen. Nach der Machtergreifung der Nationalsozialisten zogen sich ausländische Landesverbände aus der Aeroarctic zurück. Eine außerordentliche Mitgliederversammlung am 27. Januar 1937 beschloss die Auflösung, da keine Aussicht mehr bestand, die Forschungsarbeit der Gesellschaft wieder aufzunehmen.